# Jonas Kaufmann
Jonas Kaufmann (ur. 10 lipca 1969) – niemiecki tenor operowy. Najbardziej znany jest z występów w rolach spinto, takich jak Don José w Carmen, Cavaradossi w Tosce, Maurizio w Adrianie Lecouvreur, oraz tytułową rolę w Don Carlosie. Śpiewał także główne role tenorowe w operach Richarda Wagnera z powodzeniem w Niemczech i za granicą, w szczególności w Metropolitan Opera w Nowym Jorku. Jest także utalentowanym śpiewakiem pieśni.

## Życiorys
Urodził się w Monachium. Jego ojciec pracował w firmie ubezpieczeniowej, a matka była nauczycielką w przedszkolu. Miał jedną starszą siostrę. Zaczął naukę gry na fortepianie, kiedy miał osiem lat i śpiewał w chórze szkolnym. W 1989 roku rozpoczął studia wokalne na Hochschule für Musik und Theater w Monachium. Podczas studiów śpiewał małe role w Bayerische Staatsoper. W 1994 ukończył szkołę, uzyskując wyróżnienia zarówno w spektaklach operowych, jak i koncertowych.

## Odznaczenia
- 2016 – Krzyż Kawalerski Orderu Zasługi Republiki Federalnej Niemiec[1]
- 2018 – Order Maksymiliana[2]
- 2024 – Kawaler Legii Honorowej[3]

## Repertuar
Repertuar Kaufmanna obejmuje:

- Abert: Ekkehard – rola tytułowa
- Beethoven: Fidelio – Florestan, Jaquino
- Berlioz: La damnation de Faust – Faust
- Bizet: Carmen – Don José
- Cilea: Adriana Lecouvreur – Maurizio
- Gounod: Faust – rola tytułowa
- Giordano: Andrea Chénier – rola tytułowa
- Humperdinck: Königskinder – Königssohn
- Leoncavallo: Pagliacci – Canio
- Loewe: Die drei Wünsche – Hassan
- Mascagni: Cavalleria rusticana – Turiddu
- Massenet: Manon – Des Grieux
- Massenet: Werther – rola tytułowa
- Monteverdi: Il ritorno d'Ulisse in patria – Telemaco
- Monteverdi: L'incoronazione di Poppea – Nerone
- Mozart: Così fan tutte – Ferrando
- Mozart: Die Zauberflöte – Tamino
- Mozart: Idomeneo – rola tytułowa
- Mozart: Die Entführung aus dem Serail – Belmonte
- Mozart: La clemenza di Tito – Tito
- Paer: Leonora – Florestano
- Paisiello: Nina, o sia La pazza per amore – Un Pastore + Lindoro
- Puccini: La rondine – Ruggero
- Puccini: La bohème – Rodolfo
- Puccini: Tosca – Cavaradossi
- Puccini: Manon Lescaut – des Grieux
- Puccini: La fanciulla del West – Dick Johnson
- Puccini: Madama Butterfly – Pinkerton
- Rossini: Il Barbiere Di Siviglia – Almaviva
- Schubert: Fierrabras – rola tytułowa
- Marc Schubring: Cyrano de Bergerac – Christian
- Smetana: Sprzedana narzeczona – Hans
- Strauss: Capriccio – Flamand
- Strauss: Ariadne auf Naxos – Tenor/Bacchus
- Szymanowski: Król Roger – Edresi
- Thomas: Mignon – Wilhelm
- Verdi: Falstaff – Fenton
- Verdi: La traviata – Alfredo
- Verdi: Otello – Otello, Cassio
- Verdi: I masnadieri – Carlo
- Verdi: Rigoletto – Duca
- Verdi: Don Carlos – rola tytułowa
- Verdi: Il trovatore – Manrico
- Verdi: Aida – Radames
- Wagner: Tannhäuser – Walther
- Wagner: Parsifal – rola tytułowa
- Wagner: Die Meistersinger von Nürnberg – Walther
- Wagner: Die Walküre – Siegmund
- Wagner: Lohengrin – rola tytułowa